# Autorail DM'90
 (décembre 2017).
Si vous disposez d'ouvrages ou d'articles de référence ou si vous connaissez des sites web de qualité traitant du thème abordé ici, merci de compléter l'article en donnant les références utiles à sa vérifiabilité et en les liant à la section « Notes et références ».

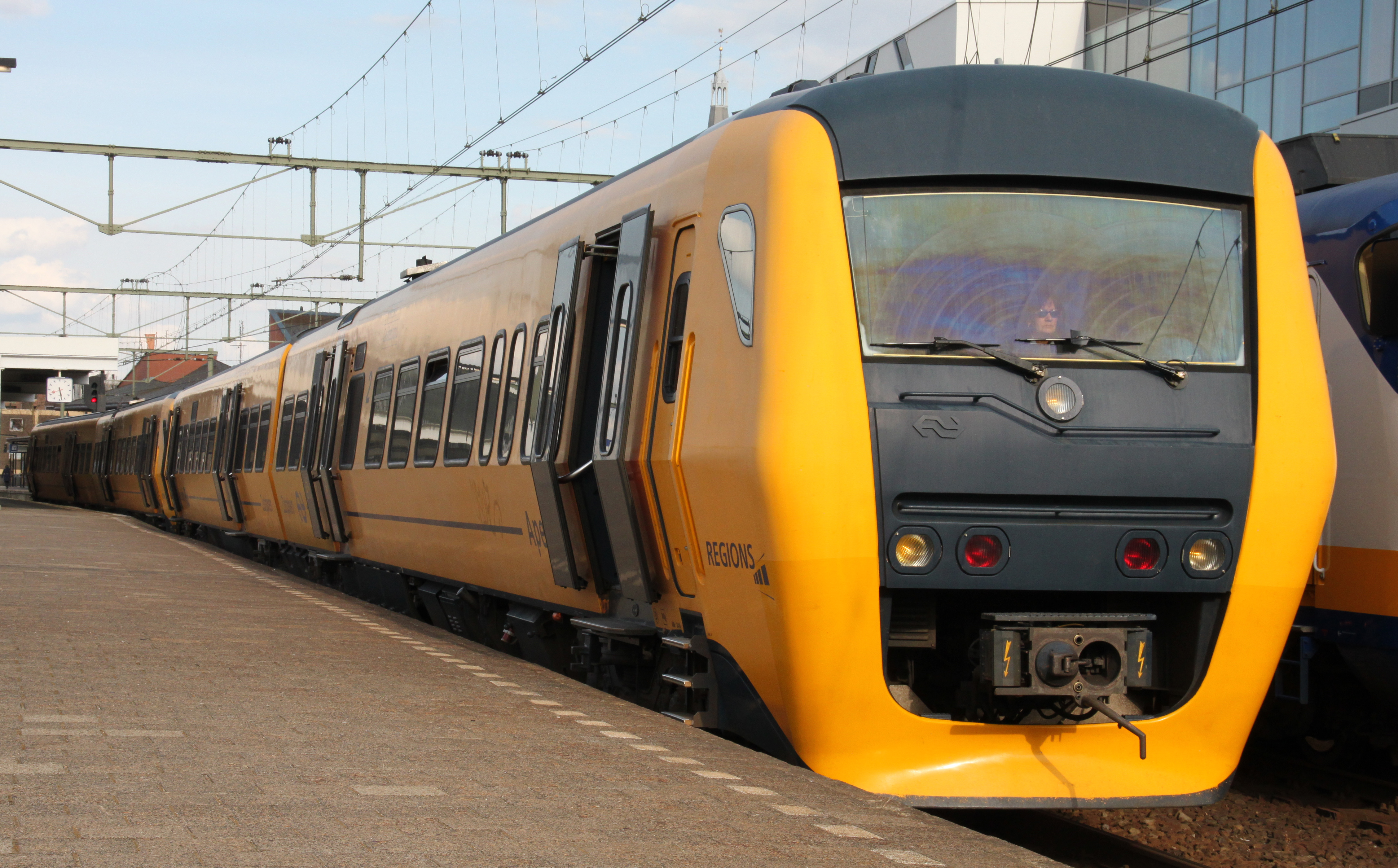

La DM'90 (DieselMaterieel de 1990) est un type de train néerlandais à traction diesel mis en service en 1996 et retiré du service en décembre 2017, construit à hauteur de 53 unités et régulièrement surnommé Buffel (Buffle).

## Histoire
En 1993, les chemins de fer néerlandais (NS : Nederlandse Spoorwegen) commandent un nouveau type de rame destinée à remplacer les matériels anciens et dépassés sur les lignes secondaires du pays (Voies uniques non électrifiées). Le marché pour la construction de 53 rames diesel doubles (2 voitures) est attribué à l'entreprise Talbot (entreprise reprise depuis par Bombardier), la partie électrique revenant à Holek Ridderkerk (entreprise reprise aujourd'hui par Alstom) et les aménagements à Duwag, Les rames sont numérotées de 3401 à 3453. La première rame (3401) est sortie d'usine le 12 mars 1996. La livraison s'étalera jusqu'en 1998. Il était prévu à l'origine de commander en plus de ces rames une version à une seule voiture, ce qui ne se fera jamais, la nécessité ne se faisant finalement pas sentir.
L'année précédant le début des livraisons, (1995) et conformément aux directives de l'Union Européenne, le réseau néerlandais est ouvert à la concurrence. Même si le réseau principal reste attribué d'office aux NS, les lignes secondaires déficitaires sont réparties en concessions régionales, attribuées après un appel d'offres européen (ces concessions comprennent aussi régulièrement des lignes de bus urbains et interurbains). Or les rames DM'90 sont destinées au type de ligne typiquement concernées par cette ouverture à la concurrence : secondaires et déficitaire (même si la densité de population du pays fait qu'une ligne secondaire aux Pays-Bas n'est pas forcément considérée comme telle en France). Par conséquent, les NS perdent quasiment tous les marchés des lignes ouvertes à la concurrence, excepté la concession de la province d'Overijssel qui reste aux NS jusqu'au 10 décembre 2017 avant de passer à Syntus (appartenant à Kéolis, filiale de SNCF).
Au fur et à mesure de la perte de ces marchés par les NS, les rames DM'90 sont d'abord reprises par les entreprises privées exploitant nouvellement ces lignes avant d'être remplacées rapidement par le matériel commandé par lesdites entreprises (le plus souvent Stadler GTW). La rame 3405 est radiée en 2003 après avoir été gravement endommagée lors d'une collision à Ruremonde cette même année. La baisse d'utilisation de ces rames les emmènent à circuler régulièrement sur des grandes lignes en diesel sous caténaire en régime omnibus. Mais cette utilisation non pérenne n'est pas suffisante et au début du service annuel 2010 (13 décembre 2009) 15 rames sur les 53 construites sont garées hors service. Ces rames sont temporairement remises en service à l'hiver 2010 sur les lignes Zwolle-Leeuwarden et Zwolle-Groningue à l'occasion d'une pénurie de matériel. Après avoir été de nouveau garées, ces rames sont encore remises en service temporairement à l'hiver 2011, alors que les nouvelles rames SLT résistent mal au froid et au gel et tombent en panne.
Définitivement évincées des lignes secondaires exploitées par le privé, les DM'90 ne tournent plus que sur les lignes secondaires de la concession Overijssel Zwolle-Kampen et Zwolle-Enschede et en 2015 seules 26 rames sont encore à l'effectif. Les rames radiées sont garées sur le faisceau de la gare de Nimègue, en attendant d'être envoyées en Roumanie, rachetées par l'entreprise FerroTrans.
Le 10 décembre 2017, les deux dernières lignes exploitées en DM'90 (Zwolle-Kampen et Zwolle-Enschede) passent entre les mains de l'entreprise privée Syntus (filiale de Kéolis, elle-même filiale de SNCF), qui utilise sur ces deux lignes des rames neuves flirt de Stadler. (Le changement d'opérateur s'accompagne d'une modernisation en profondeur des deux lignes avec électrification, renouvellement complet des voies, construction d'une nouvelle gare à périphérie ouest de Zwolle, rénovation de la gare de Kampen et augmentation de la vitesse limite de 100 à 140 km/h sur la moitié du trajet Zwolle-Kampen).
Faute d'utilisation, les 26 dernières DM'90 sont radiées à cette date. Notons tout de même un train spécial organisé le 14 octobre 2017 entre Zwolle, Groningue, Vaandam et Stadtskanaal dit train d'adieu. Le dernier jour de circulation, plusieurs trains Zwolle-Groningue ont été exceptionnellement assurés en DM'90. La rame 3426 est conservée aux Pays-Bas pour figurer au musée ferroviaire d'Utrecht. Cette série de rames aura donc eu une existence furtive, retirée prématurément du service après seulement 21 ans de service pour les rames les plus anciennes, 18 ans pour les plus récentes.
En 2020, après trois années de stationnement sans utilisation, 32 rames sont revendues à l'opérateur polonais SKPL et expédiées en Pologne dès le mois de novembre, ou elles sont appelées à une seconde vie.

## Caractéristiques
Une rame DM'90 est composée de deux voitures disposées dos à dos, équipées d'un côté d'une cabine de conduite, de l'autre de l'intercirculation. Elle est dotée de deux moteurs diesels Cummins NTA 855 R4 à 6 cylindres en lignes, chacun d'une puissance de 320 kW. (puissance totale de la rame : 640 kW) et d'une transmission hydrodynamique Voith. La vitesse maximale est de 140 km/h et la capacité d'une rame est de 135 places (12 en 1re classe, 123 en 2e). Les bogies sont de type RMO 9000. Inspirées directement des SM'90, version électrique de la DM'90, les caisses sont de forme galbée, augmentant la sensation de largeur et d'espace sans engager le gabarit.
Il existe deux types de freinage : hydrodynamique et pneumatique (à disque). Grâce aux attelages automatiques Scharfenberg, plusieurs rames peuvent être couplées entre elles, augmentant leur capacité. Les rames sont toutes équipées de l'ATB-NG (nouvelle génération) et trois rames ont été dotées d'indusi et de marche escamotables pour desservir les quais bas sur les trains frontaliers vers l'Allemagne. Les rames dédiées à la ligne Zwolle-Kampen sont équipées d'écrans d'Information. Le chauffage est assuré par un système à air réutilisant la chaleur des moteurs. Lorsque celle-ci est insuffisante, des résistances prennent le relais pour assurer la continuité du chauffage. Les cabines de conduite sont équipées de climatisation. Lorsque les rames sont à l'atelier entre deux trains, pour éviter le refroidissement des espaces voyageurs, les rames sont branchées électriquement pour éviter de faire tourner les moteurs, évitant ainsi le gaspillage de carburant, la pollution et le bruit.

## Lignes parcourues
- Zwolle-Kampen
- Zwolle-Enschede
- Leeuwarden-Stavoren
- Leeuwarden-Harlinguen
- Leeuwarden-Groningue
- Groningue-Leer (Allemagne)
- Groningue-Roodeschool
- Groningue-Dlftzij
- Groningue-Vaandam
- Nimègue-Venlo-Ruremonde
- Zutphen-Apeldoorn
- Zutphen-Hengelo
- Zutphen-Winterwijk
- Arnhem-Winterwijk
- Arnhem-Tiel.

Excepté les deux premières, ces lignes sont passées entre les mains d'opérateurs privés relativement peu de temps après la mise en service de DM'90. Elles ont continué à les parcourir peu de temps après, jusqu'à la livraison du matériel neuf commandé par le privé. Les deux premières lignes de la liste ont été parcourues jusqu'au 9 décembre 2017, date du changement d'opérateur. Les DM'90 ont également parcouru exceptionnellement et pour les raisons évoquées plus haut les lignes suivantes :
- Zwolle-Leeuwarden
- Zwolle-Groningue
- Apeldoorn-Enschede.